# Стшалкув (Мазовецьке воєводство)
Стшалкув (пол. Strzałków) — село в Польщі, у гміні Волянув Радомського повіту Мазовецького воєводства.
Населення — 760 осіб (2011).
У 1975—1998 роках село належало до Радомського воєводства.

## Демографія
Демографічна структура станом на 31 березня 2011 року:
|          | Загалом | Допрацездатний вік | Працездатний вік | Постпрацездатний вік |
| -------- | ------- | ------------------ | ---------------- | -------------------- |
| Чоловіки | 385     | 104                | 254              | 27                   |
| Жінки    | 375     | 99                 | 218              | 58                   |
| Разом    | 760     | 203                | 472              | 85                   |